# Reinhold Tiling
Reinhold Tiling (Absberg, 1893. június 13.  –  Osnabrück, 1933. október 11.) német mérnök, pilóta és rakétafejlesztő.

## Életpálya
Az I. világháborúban katonai szolgálatot teljesített. 1915-ben a légierő pilótája. Háború után repülőkaszkadőrként tevékenykedett.  Hermann Oberth 1923-ban megjelent Rakétával a bolygóközi térben (Die Rakete zu den Planetenräumen) című könyvét 1926-ban megvásárolta, elolvasta, és megkezdte a rakétakutatást. 1928-ban készen voltak a szilárd hajtóanyagú fejlesztései. A könnyű fémből készült rakétatest por halmazállapotú hajtóanyaga két tartályokból érkezett az égéstérbe, elősegítve a nagyobb tolóerő létrejöttét.
A biztonságos és sérülésmentes leszállásra kidolgozta (szabadalommal védett):
1. siklórepülést – a repülési magasságot elérve két szárny kinyílt (amelyek előbb stabilizátorként szolgáltak), a rakéta vitorlázó siklással érkezett vissza a Földre. Ezt az elvet alkalmazta a NASA a Space Shuttle küldetéseinél.
2. a giroszkóp stabilizátor – a repülési magasságot elérve a stabilizátor forgásba hozta a rakétatestet, stabilizátor szárnyai segítségével (mint egy helikopter) lassított mozgással ereszkedett a Földre,

1929 júniusában rakétája elérte az 1000, majd a 8000 métert. Munkáját támogatták vállalatok, barátok és a Német Birodalmi Haditengerészet.
1933. október 10-én egy technikai teszt alatt rakétája felrobbant, munkatársaival súlyos égési sérüléseket szenvedett, másnap meghalt.

## Emlékezete
- 1931. április 15-én 188 postai levelezőlapot bocsátottak ki rakétakutatásának elismeréseként.
- Emlékére nevét a Hold túlsó oldalán kráter viseli (53 ° 06 'S 132 ° 36' W).